# Lista de últimos monarcas da Ásia
Segue a lista de últimos monarcas de países da Ásia, incluindo todas as regiões geográfica. 

## Últimos monarcas da Ásia
| Estado                        | Monarca | Monarca               | Título                    | Nascimento              | Reinado                | Reinado                 | Motivos                      | Morte                  | Brasão | Ref.          |
| ----------------------------- | ------- | --------------------- | ------------------------- | ----------------------- | ---------------------- | ----------------------- | ---------------------------- | ---------------------- | ------ | ------------- |
| Afeganistão                   |         | Maomé Zair Xá         | Rei do Afeganistão        | 15 de outubro de 1914   | 8 de novembro de 1933  | 17 de julho de 1973     | Deposição                    | 23 de julho de 2007    |        | [ 1 ]         |
| Dinastia Konbang(Birmânia)    |         | Thibaw Min            | Rei da Birmânia           | 1 de janeiro de 1859    | 1 de outubro de 1878   | 29 de novembro de 1885  | Deposição                    | 19 de dezembro de 1916 |        | [ 2 ] [ 3 ]   |
| Dinastia Qing (China)         |         | Xuantong              | Imperador da China        | 7 de fevereiro de 1906  | 2 de dezembro de 1908  | 12 de fevereiro de 1912 | Deposição                    | 27 de outubro de 1967  |        | [ 4 ]         |
| Domínio do Ceilão (Sri Lanka) |         | Isabel II             | Rainha do Ceilão          | 21 de abril de 1926     | 6 de fevereiro de 1952 | 22 de maio de 1972      | Proclamação da República     | 8 de setembro de 2022  |        | [ 5 ] [ 6 ]   |
| Índia                         |         | Jorge VI              | Rei da Índia              | 14 de dezembro de 1895  | 15 de agosto de 1947   | 26 de janeiro de 1950   | Proclamação da República     | 6 de fevereiro de 1952 |        | [ 7 ] [ 8 ]   |
| Irã                           |         | Mohammad Reza Pahlavi | Xá da Pérsia              | 26 de outubro de 1919   | 16 de setembro de 1941 | 11 de fevereiro de 1979 | Deposição                    | 27 de julho de 1980    |        | [ 9 ]         |
| Iraque                        |         | Faiçal II             | Rei do Iraque             | 2 de maio de 1935       | 4 de abril de 1939     | 14 de julho de 1958     | Deposição                    | 14 de julho de 1958    |        | [ 10 ]        |
| Coreia                        |         | Sunjong               | Imperador da Coreia       | 25 de março de 1874     | 20 de julho de 1907    | 29 de agosto de 1910    | Abdicação                    | 24 de abril de 1926    |        | [ 11 ]        |
| Laos                          |         | Sisavang Vatthana     | Rei do Laos               | 13 de novembro de 1907  | 29 de outubro de 1959  | 2 de dezembro de 1975   | Deposição                    | 13 de maio de 1978     |        | [ 12 ] [ 13 ] |
| Maldivas                      |         | Muhammed Fareed Didi  | Sultão/Rei das Maldivas   | 11 de janeiro de 1901   | 7 de março de 1954     | 11 de novembro de 1968  | Deposição após um referendum | 27 de maio de 1969     |        | [ 14 ]        |
| Manchukuo                     |         | Kangde                | Imperador de Manchukuo    | 7 de fevereiro de 1906  | 9 de março de 1932     | 15 de agosto de 1945    | Deposição                    | 17 de outubro de 1967  |        | [ 15 ]        |
| Nepal                         |         | Gyanendra             | Rei do Nepal              | 7 de julho de 1947      | 4 de junho de 2001     | 28 de maio de 2008      | Deposição                    | Vivo                   |        | [ 16 ]        |
| Paquistão                     |         | Isabel II             | Rainha do Paquistão       | 21 de abril de 1926     | 6 de fevereiro de 1952 | 23 de março de 1953     | Proclamação da República     | 8 de setembro de 2022  |        | [ 17 ]        |
| Síria                         |         | Faiçal I              | Rei da Síria              | 20 de maio de 1885      | 26 de novembro de 1918 | 24 de julho de 1920     | Deposição                    | 8 de setembro de 1933  |        | [ 18 ]        |
| Turquia                       |         | Mehmed VI             | Sultão do Império Otomano | 14 de janeiro de 1861   | 3 de julho de 1918     | 1 de novembro de 1922   | Deposição                    | 16 de maio de 1926     |        | [ 19 ]        |
| Vietnã                        |         | Bảo Đại               | Imperador do Vietnã       | 22 de outubro de 1913   | 8 de janeiro de 1926   | 25 de agosto de 1945    | Abdicação                    | 30 de julho de 1997    |        | [ 20 ]        |
| Iêmen                         |         | Muhammad al-Badr      | Rei do Iêmen              | 15 de fevereiro de 1926 | 19 de setembro de 1962 | 1 de dezembro de 1970   | Deposição                    | 6 de agosto de 1996    |        | [ 21 ] [ 22 ] |